# سنتر هيل
سنتر هيل (بالإنجليزية: Center Hill)‏ هي مدينة أمريكية تقع في ولاية فلوريدا. تبلغ مساحة هذه المدينة 4.5 (كم²)،ويبلغ عدد سكانها 910 نسمة حسب إحصاء سنة 2010 م 910.تشير إحصاءات سنة 2000م بأن الكثافة السكانية في هذه المدينة تقدر بـ(202.2) نسمة/كم2 